# World Brain (film)
Cet article concerne le film-essai de Stéphane Degoutin et Gwenola Wagon. Pour le livre de H. G. Wells, voir World Brain.
Pour plus de détails, voir Fiche technique et Distribution.
World Brain est un film-essai long métrage réalisé par Stéphane Degoutin et Gwenola Wagon en 2015. Il explore l'infrastructure d'Internet et enquête sur les utopies et les idéologies liées à l’émergence d’une intelligence collective et à l’hypothèse d’un cerveau global. Selon Andreas Rauth, World Brain ressemble à un labyrinthe, dont l'idée de cerveau mondial serait le centre virtuel.
World Brain existe sous différentes formes. Il est accessible sous forme trans-media[réf. souhaitée] sur un site internet dédié, hébergé sur Arte. Il est également diffusé sous forme de film linéaire, notamment sur la chaîne Arte dans l'émission La Lucarne en 2015, ainsi que dans différents festivals (comme Transmediale 2015). Enfin, il est présenté sous forme d'installation artistique dans des expositions (comme Globale:Infosphere au ZKM).

## Synopsis
World Brain explore les lieux physiques par lesquels transite le réseau Internet : câbles sous-marins, data centers, satellites. World Brain suit les pérégrinations d'un groupe de chercheurs qui tente de survivre dans la forêt avec l'aide des articles de l'encyclopédie Wikipédia (Techniques de production du feu). Le film rassemble des matériaux hétérogènes : images scientifiques, interviews, extraits de films, performances, séquences tournées et found footage. Des entretiens (Pierre Cassou-Noguès, Michael Chorost (en), Kevin Warwick) sont mis en parallèle avec des expériences de survie où participent des artistes et activistes jouant leur propre rôle (Olivier Bosson, Alexis Chazard, Martin Howse). Le site interactif est inspiré du Whole Earth Catalog et prend la forme d'une base de ressources en ligne composée de textes, de références sur les data centers, les câbles sous-marins, le baquet de Mesmer, le magnétisme animal, la Noosphère, le Mundaneum, les transactions à haute fréquence et les rats post-humains.

## Fiche technique
- Titre : World Brain
- Réalisation : Stéphane Degoutin et Gwenola Wagon
- Production : Lissandra Haulica, Irrévérence Films[6]
- Scénario : Stéphane Degoutin et Gwenola Wagon
- Photographie : Marianne Tardieu, Jordane Chouzenoux
- Son : Pierre Leblanc, Sébastien Cabour, Damien Tronchot
- Mixage : Christian Cartier
- Montage : Stéphane Degoutin et Gwenola Wagon
- Montage additionnel : Alice de Lima
- Musique originale: Jean-Baptiste Droulers
- Décors: Julien Imbert et Olivier Peyricot
- Vêtement umwelt : Stéphane Degoutin et Lou Delamare
- Design graphique : Rebecca Hargreaves et Joffrey Dieumegard (Complexe)
- Développement du site : Olivier Riquet (CplusR), Guillaume Libersat et Freddy Limpens (Fuzzy Frequency)

## Distribution
- Philippe Durand
- Selma Fortin
- Catherine Hargreaves
- Julien Imbert
- Stéphane Piveteau
- Olivier Bosson

## Production
World Brain a été produit par Irrévérence Films en coproduction avec Arte Creative, avec le soutien du CNC Nouveaux Médias, Pictanovo et Le Fresnoy.